# Trochalus flavicornis
Trochalus flavicornis är en skalbaggsart som beskrevs av Moser 1924. Trochalus flavicornis ingår i släktet Trochalus och familjen Melolonthidae. Inga underarter finns listade i Catalogue of Life.